# Уильямс, Ричард Норрис
Ричард Норрис Уильямс (англ. Richard Norris Williams; 1891—1968) — американский теннисист. Двукратный победитель Открытого чемпионата США. Олимпийский чемпион 1924 года в миксте. Один из пассажиров, выживших при крушении «Титаника».

## Биография
Родился в обеспеченной семье, потомок Бенджамина Франклина. Учился в частной школе-интернате в Швейцарии, затем поступил в Гарвард. Владел французским и немецким языками.
Играть в теннис начал в 12 лет под руководством своего отца. С ним он и ездил по миру, принимая участие в различных турнирах.
Ричард и его отец возвращались первым классом на «Титанике» после теннисного турнира. После катастрофы корабля отец и сын сохраняли спокойствие, успев посетить бар и тренажёрный зал.
Уильямс-старший погиб в одной из шлюпок, которую накрыло упавшей дымовой трубой.
Ричард прыгнул с борта в ледяную воду. Ему удалось зацепиться за шлюпку, которую ещё не успели заполнить спасающиеся люди, так как её унесло волной. Но при этом она была ещё прикреплена тросами к палубе. Шлюпку удалось отвязать и в ней спаслись около 30 человек (однако выжили из них только 11, остальные скончались от переохлаждения).
На борту британского парохода «Карпатия», первого пришедшего на помощь «Титанику», врачи советовали выжившему Уильямсу ампутировать обе обмороженные ноги, но он отказался, взамен занявшись регулярным хождением по палубе. После восстановления приступил к тренировкам.
Нёс службу при авиачастях на Западном фронте Первой мировой войны, был награждён Военным крестом и орденом Почётного легиона.
Дважды побеждал на чемпионатах США (1914, 1916). Вместе с американской сборной выиграл Кубок Дэвиса (1925 и 1926). Несколько лет был капитаном сборной на Кубке Дэвиса.
Наибольших успехов добился в парном разряде. Выиграл Уимблдон в парах в 1920 году с Чаком Гарлендом. Также принял участие в Олимпиаде-1924 в Париже, где выиграл золото в миксте с Хейзел Хочкисс-Уайтмен. В возрасте 44 лет принял решение завершить профессиональную карьеру.
Был дважды женат. Скончался в возрасте 77 лет от эмфиземы лёгких.